# 小野寺在二郎
小野寺 在二郎（おのでら ざいじろう、1971年9月27日 - ）は、大阪府大阪市出身の元プロ野球選手（内野手、外野手）。

## 来歴・人物
小学4年生の時に野球を始め、中学時代に全国大会で3位になる。
上宮高では1年次からベンチ入りし、3年次に第61回選抜高校野球大会、第71回高校野球選手権大会と春夏連続で甲子園に出場。春は山田喜久夫擁する愛知県の東邦高に決勝で敗れ準優勝。夏は府大会決勝で決勝3ランを放ち、本大会準々決勝で大越基擁する宮城県の仙台育英高に敗れた。先述のセンバツ決勝戦でのバックホームは、今でも語り草となっている。高校の同級生には元木大介（元巨人）、種田仁（元中日ほか）、ほっしゃん。（現・星田英利）がおり、同高野球部では元木とクリーンアップを組んでいた。
1989年オフ、ドラフト外でロッテオリオンズに入団。背番号は56。
1993年、内野手から外野手登録へ変更。
1994年7月に任意引退選手となった。

## 詳細情報

### 年度別打撃成績
| 年 度     | 球 団     | 試 合 | 打 席 | 打 数 | 得 点 | 安 打 | 二 塁 打 | 三 塁 打 | 本 塁 打 | 塁 打 | 打 点 | 盗 塁 | 盗 塁 死 | 犠 打 | 犠 飛 | 四 球 | 敬 遠 | 死 球 | 三 振 | 併 殺 打 | 打 率 | 出 塁 率 | 長 打 率 | O P S |
| --------- | --------- | ----- | ----- | ----- | ----- | ----- | -------- | -------- | -------- | ----- | ----- | ----- | -------- | ----- | ----- | ----- | ----- | ----- | ----- | -------- | ----- | -------- | -------- | ----- |
| 1990      | ロッテ    | 3     | 2     | 2     | 0     | 1     | 0        | 0        | 0        | 1     | 0     | 0     | 0        | 0     | 0     | 0     | 0     | 0     | 0     | 0        | .500  | .500     | .500     | 1.000 |
| 通算：1年 | 通算：1年 | 3     | 2     | 2     | 0     | 1     | 0        | 0        | 0        | 1     | 0     | 0     | 0        | 0     | 0     | 0     | 0     | 0     | 0     | 0        | .500  | .500     | .500     | 1.000 |

### 記録
- 初出場：1990年10月4日、対オリックス・ブレーブス23回戦（川崎球場）、8回裏にマイク・ディアズの代走
- 初安打：1990年10月5日、対オリックス・ブレーブス25回戦（川崎球場）、山沖之彦から

### 背番号
- 56 （1990年 - 1994年）